# 1565
1565 је била проста година.

## Догађаји

### Јануар
- 1. март — Естасио де Са је основао Рио де Жанеиро.

### Мај
- 18. мај — Почела је велика опсада Малте, у којој су османске снаге неуспешно покушале да освоје Малту.

### Септембар
- 8. септембар — Шпански досељеници основали су на Флориди, на месту данашњег Сент Огастин, прво европско насеље у Америци.